# Stenocercus amydrorhytus
Stenocercus amydrorhytus — вид ігуаноподібних ящірок родини Tropiduridae. Ендемік Перу. Описаний у 2015 році.

## Поширення і екологія
Stenocercus amydrorhytus відомі за кількома зразками, зібраними в провінції Аїха в регіоні Анкаш, на висоті 2785 м над рівнем моря.